# Maarten de Wit
Maarten de Wit (ur. 30 maja 1883 w Wormerveer, zm. 30 marca 1965 w Zaandam) – holenderski żeglarz, olimpijczyk, zdobywca srebrnego medalu w regatach na Letnich Igrzyskach Olimpijskich w 1928 roku w Amsterdamie.
Na Letnich Igrzyskach Olimpijskich 1928 zdobył srebro w żeglarskiej klasie 8 metrów. Załogę jachtu Hollandia tworzyli również Cornelis van Staveren, Gerard de Vries Lentsch, Hendrik Kersken, Johannes van Hoolwerff i Lambertus Doedes.
Ojciec Simona, również olimpijczyka.